# Hooper Bay
Hooper Bay är en ort (city) i Kusilvak Census Area i delstaten Alaska i USA. Orten hade 1 093 invånare, på en yta av 22,13 km² (2010).